# セトゥーバル県
セトゥーバル県（District of Setúbal (ポルトガル語: Distrito de Setúbal [sɨˈtuβal] ( 音声ファイル))）は、ポルトガルの県の一つ。テージョ川の南岸に位置する。県都は、ポルトガル第4の都市セトゥーバル。北は、サンタレン県とテージョ川をはさんでリスボン県、東はエヴォラ県、南はベージャ県と接する。西は、大西洋に面している。
セトゥーバル県は、以下の13の地方自治体が所属する（アルファベット順）。
リスボン都市圏に所属する北部9都市。
- アルコシェテ（pt:Alcochete）
- アルマダ（pt:Almada）
- バレイロ（pt:Barreiro）
- モイタ（pt:Moita）
- モンティージョ（pt:Montijo）
- パルメラ（pt:Palmela）
- セイシャル（pt:Seixal）
- セジンブラ（pt:Sesimbra）
- セトゥーバル（pt:Setúbal）- 県都

リスボン都市圏から除外される南部4都市
- アルカセル・ド・サルpt:Alcácer do Sal
- グランドラpt:Grândola
- サンティアゴ・ド・カセン（pt:Santiago do Cacém）
- シーネスen:Sines, Portugal